# 灵媒 (2021年电影)
《灵媒》（羅馬化：Rang Song，羅馬化：Rangjong），是一部于2021年上映的伪记录恐怖片，由《淒厲人妻》的泰国导演班庄·比辛达拿刚执导，韩国恐怖片《哭声》的导演罗泓轸编剧。
续集《MINK》（暂名）目前正在制作中。

## 剧情简介
位於泰國東北部依善地區中的一個小村落，住在這裡的人們深信著房子、森林、群山、樹木，甚至是稻田皆有靈魂。
「尼姆」繼承家族信仰，供奉先祖成為巫覡，某天她卻發現外甥女「敏」似乎不太對勁，狀態也一天比一天惡化，變得愈來愈古怪。
以薩滿巫覡為主題取材的攝影團隊，一直跟隨在「尼姆」身旁進行拍攝，為了捕捉到巫覡被神附身的瞬間，攝影機也開始收錄到發生在「敏」和「尼姆」以及他們家族中，一連串不可思議的現象……世襲的薩滿巫覡家族，與血有關的三個月的紀錄……

## 演员阵容
- 娜琳雅·軍夢坤沛（Yada） 飾演 敏（Ming）

尼姆的外甥女。
- 萨尼·乌托玛（Sawanee Utoomma） 飾演 尼姆（Nim）

萨满教信徒。作為巴揚女神的薩滿在當地做為巫醫。
- Sirani Yankittikan 飾演 諾伊（Noi）

尼姆的姊姊，敏的母親。
- Yasaka Chaisorn 飾演 曼尼（Manit）

尼姆和諾伊的哥哥。
- Boonsong Nakpoo 飾演 山帝（Santi）
- Thanutphon Boonsang 飾演 麗莎（Lisa）

## 分級制度
1. 依香港電影分級制度本片屬於第III級，18歲以上人士收看。
2. 根據澳門電影分級制度本片屬於D組，未滿十八歲禁止觀看。
3. 根據台灣電影分級制度[[[Wikipedia:格式手册/链接#章節|錨點失效]]]本片屬於限制級，只容許18歲以上人士觀賞。

## 反響

### 票房
本片於2021年7月14日在韓國1,403張銀幕上上映。根據電影振興委員會的電影院入場綜合計算機網絡，該片在首映當天以129,917人次位居當週韓國票房第一，超越《黑寡婦》的觀影人次。在上映的第4天，它就以超過267萬美元的總票房成為恐怖類型中票房最高的電影。截至2021年7月17日，這部電影的累計觀眾人數為403,019人次。根據電影振興委員會的數據，截至2021年8月15日，它在2021年上映的所有韓國電影中排名第4，總收入為736萬美元，入場人數為830,068人次。
台灣票房方面，獲得4696萬元新台幣。

### 評價
- 《JTBC》娛樂新聞的趙妍京給這部電影打了4星（滿分5星）並寫道，這部電影敘事密集，崇拜和驅魔場景的序列與泰國獨特的文化相結合，產生了新鮮感。 描述影片中傷痕累累的部分，妍京寫道：“最可怕的是，越接近結局，就越習慣眼前展開的宏大場景。當然，理解水平和影響可能因個人受眾而異。”[2]

- 《每日經濟新聞》撰稿人徐貞元稱讚了娜麗雅·軍夢坤吉的表演，並表示：“我是如此沉浸在表演中，不得不擔心可能發生的創傷。”同時也警告觀眾注意電影中出現食人、虐待動物、自殘和亂倫的某些部分，他們寫道，他們要小心，因為他們可能會覺得它很殘忍。但在徐貞元看來，這些對於敘事是必不可少的。

- 《No Cut News》的崔英珠寫道，這部電影以現成鏡頭的形式導演，具有紀錄片性質。寫關於伊桑地區的薩滿信仰，不僅人類而且自然界中的一切都有靈魂。祖先的任何行為都會成為詛咒並傳給後代，在電影的背景下就是明這個角色。崔英珠對這種信念寫道，“《薩滿》是一部讓你全身心體驗的電影，因為有人類，所以有恐怖電影。” 崔英珠指出，在電影中，人類可以犯下的所有罪惡都以某種方式進行了描述，儘管它被證明是描繪人類的邪惡，但它確實想到了它的表現程度和方式。”[3]

### 其他
- 因為這部電影過於恐怖，在台灣及韓國上映時戲院需要加設開燈場，而香港於9月22日首映時亦會跟隨。

## 獎項與提名
| 年份   | 頒獎典禮               | 獎項     | 影片 | 結果 |
| ------ | ---------------------- | -------- | ---- | ---- |
| 2021年 | 第25屆富川國際奇幻影展 | 最佳影片 | 靈媒 | 獲獎 |